# Curio (Zwitserland)
Curio is een gemeente en plaats in het Zwitserse kanton Ticino, en maakt deel uit van het district Lugano.
Curio telt 553 inwoners.